# Alain Vivien
Pour les articles homonymes, voir Vivien.
Alain Vivien, né le 20 août 1938 à Melun, est un homme politique français, membre du Parti socialiste.

## Biographie
Fils d'instituteur, après des études à l'Université de Paris, il enseigne l'histoire comme professeur dans le second degré de 1964 à 1973. Il adhère au Parti socialiste et est élu conseiller général du canton de Brie-Comte-Robert en 1970, puis député de Seine-et-Marne en 1973. Il devient membre du Comité Directeur du Parti socialiste (1975-1978).
En 1983, il se présente, sans succès, à la mairie de Melun. Depuis 2003, il est président de l'association « Pour mieux connaître le Tchad ».
Il est surtout connu pour avoir dirigé la MILS, mission interministérielle de lutte contre les sectes. Son rapport de 1983 a été publié sous le titre Les Sectes en France (La Documentation Française 1985).

## Fonctions

### Mandats
- Secrétaire d'État aux Affaires étrangères du gouvernement Édith Cresson (du 17 mai 1991 au 4 avril 1992)
- Député socialiste de la 1re circonscription de Seine-et-Marne (1973 – 1986), puis de la 9e (1988-1991).
- Conseiller général du canton de Brie-Comte-Robert (1970-1982).
- Maire de Combs-la-Ville (1977-1983 et 1989–1992)
- Conseiller municipal de Melun (1983-1989)
- Vice-président de l'Assemblée nationale (1982-1983)

### Autres fonctions
- Conseiller d'État
- Président de la Commission DOM-TOM de la Ligue des droits de l'homme (1996 – 2001)
- Président du Centre Roger Ikor contre les manipulations mentales (1997 – 1998)
- Président de la Mission interministérielle de lutte contre les sectes (1998 – 2002)

### La lutte contre les sectes
Alain Vivien est surtout connu pour la part qu’il a prise dans la lutte contre les sectes.
Dès 1978, il est le parlementaire le plus impliqué dans une action d’information sur les sectes lancée dans le cadre de la commission des lois de l’Assemblée Nationale.
Ce travail sera interrompu par la dissolution de l’Assemblée Nationale de 1981.
Cependant dès 1982, le Premier ministre Pierre Mauroy lui commande un rapport, achevé en 1983 mais rendu public seulement en 1985 : Le rapport Vivien - Les sectes en France : expressions de la liberté morale ou facteurs de manipulations ? 
« La répercussion médiatique est forte en 1986 – même Michel Polac consacre un numéro de Droit de réponse aux sectes. »
Introduction du rapport : « Les sectes déchaînent les passions, parce qu'elles enchaînent les hommes.
Mais que sont-elles réellement?
De la volonté de puissance du gourou à l'exploitation constante de la crédulité et du travail des adeptes, les sectes marchent au même pas. Encore faut-il les connaître si l'on veut éviter les pièges qu'elles tendent aux plus fragiles d'entre nous.
Aucune enquête systématique n'avait été faite en France où l'on ignore, le plus souvent, l'expérience des pays étrangers confrontés aux mêmes difficultés.
Ce rapport au Premier Ministre vient combler cette lacune.
Alain Vivien, député de Seine-et-Marne, vice-président de l'Assemblée nationale, s'est interdit d'apprécier le contenu idéologique ou religieux des sectes pour s'en tenir à l'analyse de leurs seules pratiques. Face à leur emprise, il propose de défendre le libre arbitre, condition de l'exercice effectif de ces libertés essentielles que sont les libertés de penser et de croire, de se réunir et de s'exprimer.
L'usage extrême des libertés par certains ne doit pas détruire la liberté elle-même - la nôtre et celle d'autrui. »
Ce rapport est le premier document diffusé par un gouvernement français qui met en garde contre l’existence de « sectes » au sens clairement établi de groupes dangereux et qui reprend les termes mis en avant par les associations anti-sectes comme la « volonté de puissance des gourous » ou « l’exploitation des adeptes ».
Le rapport établit que très peu de familles sont réellement concernées par un problème de secte, mais que les familles concernées réagissent très vivement et ont constitué des associations de lutte contre les sectes. Alain Vivien alerte le Premier ministre de la pratique d’enlèvements d’adeptes appelée déprogrammation (deprogramming) par des parents, aidés par lesdites associations, en réaction au manque de réponse à leurs inquiétudes de la part des représentants de l’État.
Le rapport est très alarmiste et souligne que l’opinion est très concernée par le problème notamment par l’entremise des médias.
Alain Vivien prescrit différentes mesures pour lutter contre les sectes comme une loi permettant la mise sous tutelle d’une personne majeure adepte d’une secte sur la demande de ses parents ou de ses enfants.
« Le juge pourrait alors prononcer une mise sous tutelle provisoire, conformément à un nouvel alinéa qui pourrait être adjoint à l'article 488 du Code civil. »
Il reviendra plus tard semble-t-il sur l’idée de légiférer contre les sectes comme en témoigne cet extrait d’interview publiée dans le Figaro le 29 avril 1992 :
« Il ne faut pas créer de législation particulière au risque de faire apparaître les sectes pour des martyrs. L’arsenal dont nous disposons est tout à fait suffisant, il suffit de l’appliquer ! ».
Alain Vivien prescrit également la mise en place d’un organisme rattaché au Premier ministre chargé du problème des sectes.
Cet organisme sera créé en 1996 sous le nom d'Observatoire interministériel sur les sectes. Alain Vivien en deviendra le président quand celui-ci prendra le nom de Mission interministérielle de lutte contre les sectes (MILS) en 1998.
Alain Vivien démissionnera de ce poste en 2001. Son action a été vivement critiquée par des observateurs étrangers, comme le Département d’État américain, qui parlait alors de discriminations religieuses, et par des universitaires comme Massimo Introvigne du CESNUR en Italie.
Une vive controverse autour des activités publiques et associatives d'Alain Vivien et de son épouse éclate, dont le magazine Le Point se fait l’écho dans son édition du 19 octobre 2001, en ces termes :
« (…) Démissions, putschs, luttes intestines et bisbilles finissent même par inquiéter le cabinet de Lionel Jospin. Car le linge sale, lavé en famille dans le petit monde des pourfendeurs de gourous, déteint peu à peu sur la vénérable Mission Interministérielle de Lutte contre les Sectes (MILS), un « service du Premier ministre » installé à deux pas de l'hôtel Matignon. (…) Président de la MILS, Vivien est toujours administrateur du CCMM (Centre Contre les Manipulations Mentales), tandis que son épouse, directrice administrative, s'y comporte en gouvernante. »
Après sa démission de la MILS, Alain Vivien ne paraît plus que rarement en tant qu’expert des sectes.

## Principales publications
- Alain Vivien et Mireille Raunet, Les Français de l'Etranger, Paris (PUF, coll. Que Sais-Je ?) 1997
- Alain Vivien, Les Sectes, Paris (Odile Jacob) 2003
- Alain Vivien, A l'Orient de la Brie, Histoire de la franc-maçonnerie en brie historique, Melun (Les Éditions Amatteis) 2005